# Marcus Wallenberg (født 1864)
 For alternative betydninger, se Marcus Wallenberg. (Se også artikler, som begynder med Marcus Wallenberg)
Marcus Laurentius Wallenberg (5. marts 1864 – 22. juli 1943) var søn af den administrernde direktør og grundlægger af Stockholms Enskilda Bank, André Oscar Wallenberg og dennes hustru Anna Eleonora Charlotta von Sydow. Marcus Wallenberg var bankdirektør, underløjtnant i den svenske marine og vice häradshövding (deraf navnet häradshövdingen). Desuden var han ridder af Serafimerorden. Marcus Wallenberg reddede ASEA under konkursen i begyndelsen i 1900-tallet. Han er begravet på Malmvik i Lovö. 
Wallenberg giftede sig 19. august 189 med Gertrud Amalia Hagdahl. 
Marcus Laurentius Wallenberg var far til Jacob Wallenberg og Marcus Wallenberg.
Jacob Wallenberg grundlagde i 1960 Stiftelsen Marcus och Amalia Wallenbergs Minnesfond til minde om sine forældre.
Marcus Wallenberg var bestyrelsesformand i Orkla fra 1912 til 1943.